# Artéfact (archéologie)
Pour les articles homonymes, voir Artéfact.

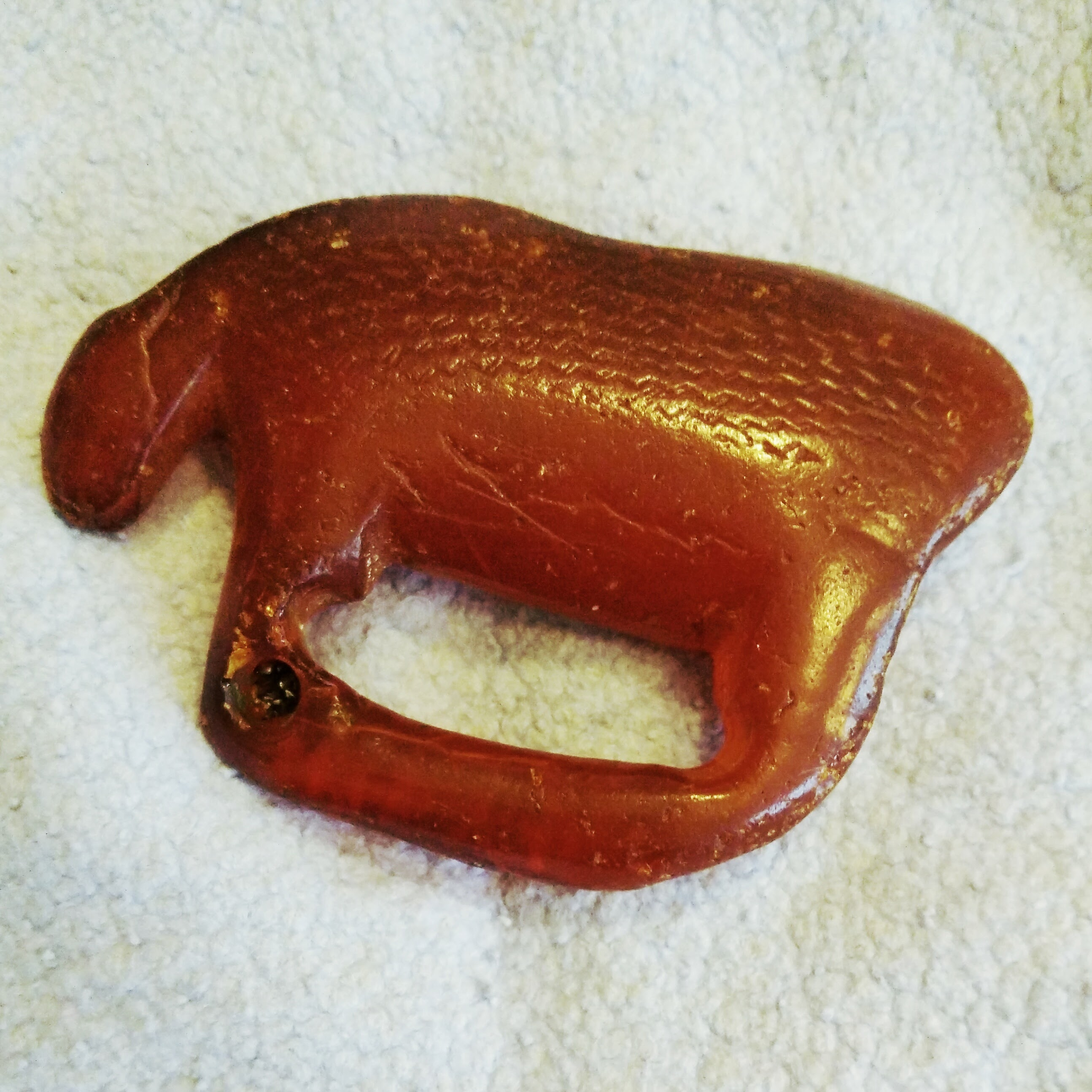
Un élan en ambre découvert en juillet 2015 sur une plage du Danemark.

Un artéfact archéologique est un élément ou un objet façonné par l'être humain et découvert à l'occasion de fouilles archéologiques. Il fait partie avec les écofacts du mobilier archéologique. Du point de vue ethnographique et archéologique, un artéfact ancestral peut être défini comme tout élément ou objet de matière première naturelle (silex, obsidienne, bois, os, cuivre natif, etc.) fabriqué par des personnes qui suivent un mode de vie alimentaire (par exemple, la chasse, la cueillette) et/ou l'agriculture de base ou le pâturage (par exemple, l'horticulture, la transhumance). 
Le mot d'origine latine est composé de  ars, artis (art), et du participe passé de facere (« faire »). Il apparaît en premier en anglais (artefact), et n'est utilisé en français qu'à partir de 1921. C'est ce qui explique qu'il est parfois orthographié ‹ artefact ›, sans accent aigu sur le « e ». 
Les premiers artéfacts préhistoriques sont des pierres taillées, puis des os gravés, des céramiques. Plus tard apparaissent les objets en métal. Généralement, les objets en matière organique ne sont pas conservés dans les contextes archéologiques (sauf cas particulier, très sec ou anaérobique).

## Artéfacts funéraires
Dès l'Antiquité, la production humaine se diversifie et des objets uniques, œuvres d'artistes anonymes apparaissent. Leur découverte lors de fouilles amène chaque fois de nouvelles informations sur les civilisations antiques. La coutume d'ensevelir les morts accompagnés d'un important mobilier funéraire est l'une des plus importantes sources de découverte d'objets antiques. Ainsi, la civilisation étrusque ne nous est connue pratiquement que par ses vestiges funéraires (architecture et fresques des tombes, mobilier, bas-reliefs historiés et couvercles figurés des sarcophages).

## Assemblage archéologique

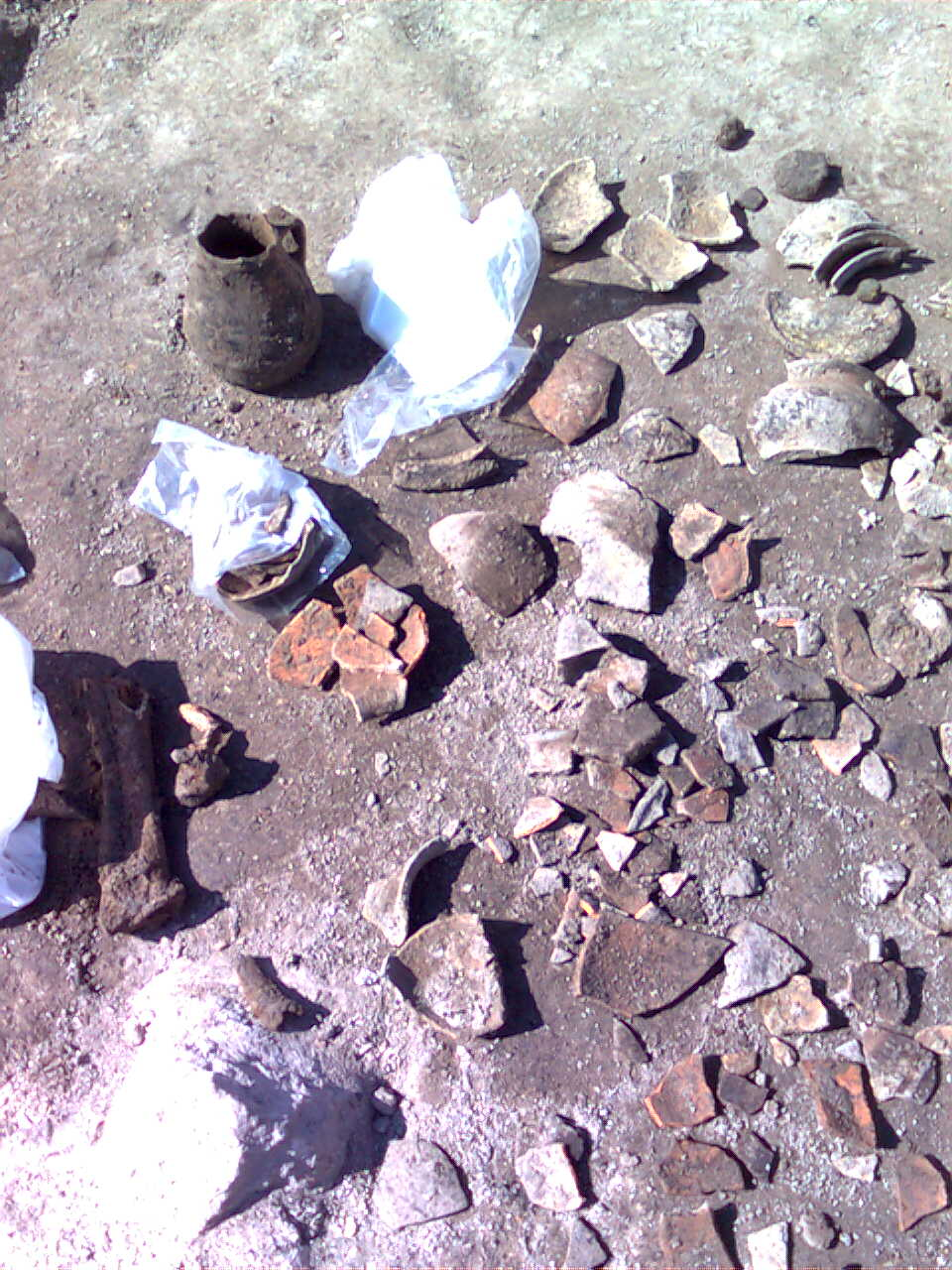
Un assemblage archéologique.

Un ensemble d'artéfacts différents constitue un assemblage archéologique. Le concept d' « assemblage » correspond, en termes d'archéologie, à un groupe de différents artéfacts découverts dans le même contexte. Selon l'ouvrage de référence Archaeology : theories, methods and practice, de Colin Renfrew et Paul Bahn, un assemblage est « un groupe d'artéfacts récurrents en un lieu et en un temps précis, et représentant une somme d'activités humaines ».